# Dawu (Garzê)

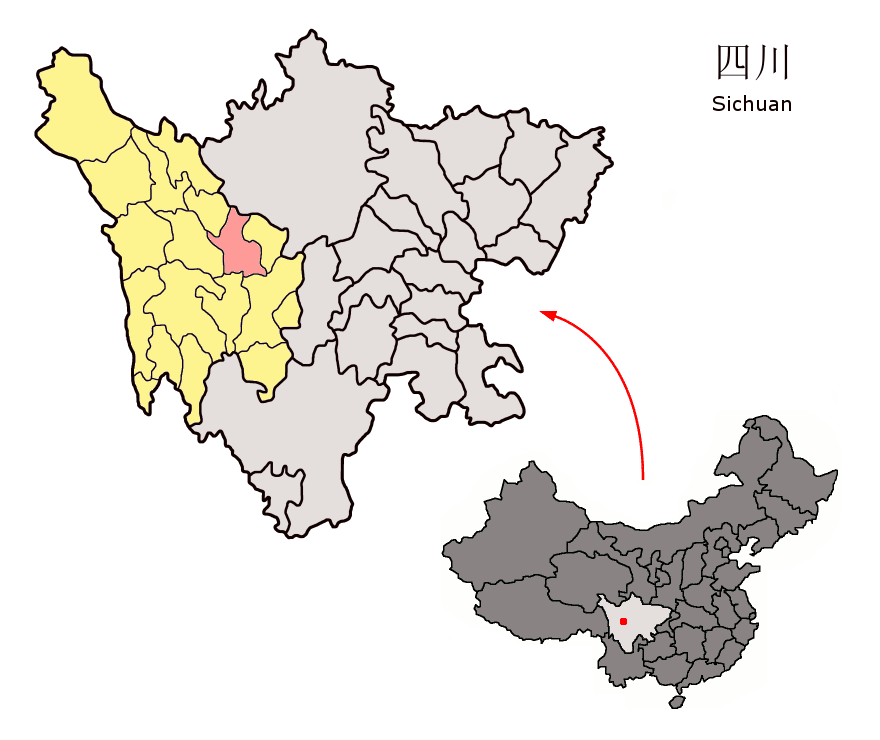
Lage des Kreises Dawu (rosa) im Autonomen Bezirk Garzê der Tibeter (gelb).

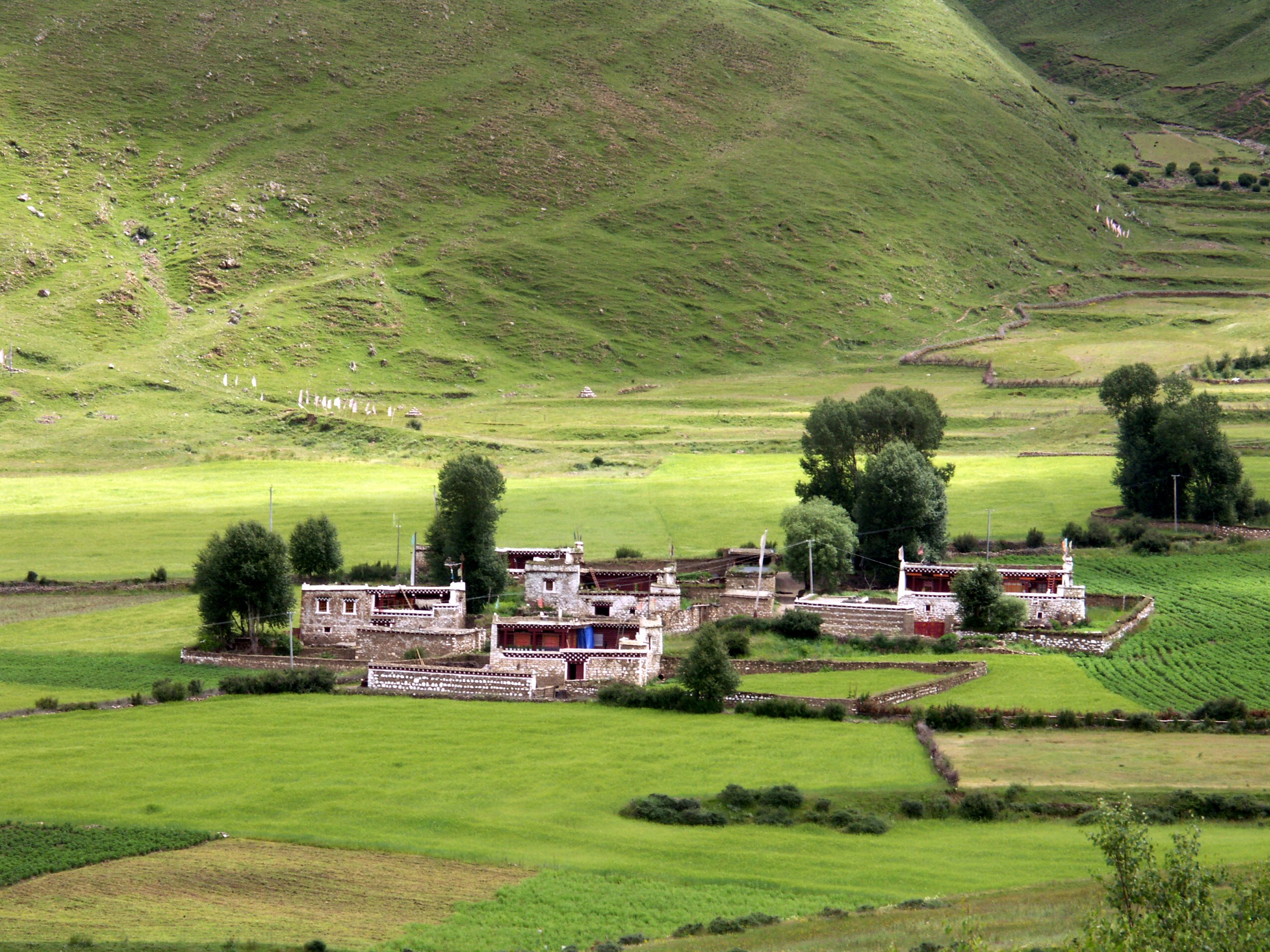
Dorf im Kreis Dawu.

Dawu (Ta’u) (tibetisch: རྟའུ།, Umschrift nach Wylie: rta’u; chinesisch 道孚县, Pinyin Dàofú) ist ein Kreis, der zum Verwaltungsgebiet des Autonomen Bezirks Garzê der Tibeter im Nordwesten der chinesischen Provinz Sichuan gehört. Die Fläche beträgt 6.715 Quadratkilometer und die Einwohnerzahl 53.378 (Stand: Zensus 2020). Sein Hauptort ist die Großgemeinde Xianshui (Xiǎnshuǐ 鲜水镇).
In Dawu liegt unter anderem das Gelugpa-Kloster Nyatsho Gompa (tib. ཉ་མཚོ་དགོན nya mtsho dgon; chin. Lingque si 灵雀寺/靈雀寺).

## Administrative Gliederung
Auf Gemeindeebene sitzt sich der Kreis aus zwei Großgemeinden und zwanzig Gemeinden zusammen. Diese sind (Pinyin/chin.):
- Großgemeinde Xianshui 鲜水镇
- Großgemeinde Bamei 八美镇

- Gemeinde Gexi 格西乡
- Gemeinde Mazi 麻孜乡
- Gemeinde Kongse 孔色乡
- Gemeinde Geka 葛卡乡
- Gemeinde Yazhuo 亚卓乡
- Gemeinde Zhongni 仲尼乡
- Gemeinde Hongding 红顶乡
- Gemeinde Zhatuo 扎拖乡
- Gemeinde Xiatuo 下拖乡
- Gemeinde Wari 瓦日乡
- Gemeinde Muru 木茹乡
- Gemeinde Shachong 沙冲乡
- Gemeinde Jiazong 甲宗乡
- Gemeinde Qimei 七美乡
- Gemeinde Yin'en 银恩乡
- Gemeinde Weita 维它乡
- Gemeinde Longdeng 龙灯乡
- Gemeinde Xiede 协德乡
- Gemeinde Seka 色卡乡
- Gemeinde Jiasikong 甲斯孔乡

## Ethnische Gliederung der Bevölkerung (2000)
Beim Zensus im Jahr 2000 hatte Dawu 44.848 Einwohner.
| Name des Volkes | Einwohner | Anteil  |
| --------------- | --------- | ------- |
| Tibeter         | 40.920    | 91,24 % |
| Han             | 3.728     | 8,31 %  |
| Hui             | 99        | 0,22 %  |
| Bai             | 32        | 0,07 %  |
| Yi              | 29        | 0,06 %  |
| Miao            | 13        | 0,03 %  |
| Mongolen        | 12        | 0,03 %  |
| Qiang           | 5         | 0,01 %  |
| Sonstige        | 10        | 0,02 %  |